# FCM Dinamo Onești
El FCM Dinamo Onesti fue un equipo de fútbol de Rumania que alguna vez jugó en la Liga I, la primera división de fútbol en el país.

## Historia
Fue fundado en el año 1954 en la ciudad de Onesti del distrito de Bacau con el nombre Chimia Onesti y cambió de nombre en varias ocasiones, ya sea por patrocinios a por otros factores.
En la temporada de 1998/99 el club juega por primera vez en la Liga I, donde en su temporada inaugural termina en la 14ª posición. En la temporada 1999/2000 el club desciende a la Liga II tras terminar en el lugar 16 entre 18 equipos.
El club se mantuvo en la segunda categoría hasta que a mitad de la temporada 2003/04 el club fue disuelto luego de que la empresa RAO, quien era su patrocinador principal, dejó de financiar al equipo.
En 2009 el club es refundado como el FCM Onesti hasta que en 2012 el club toma el nombre de Dinamo Onesti. El club estuvo jugando por tres temporadas en la Liga IV hasta su desaparición en 2015.

## Jugadores

### Jugadores destacados
| - Daniel Munteanu - Adrian Velicioiu - Adrian Blid - Ionel Pârvu - Vasile Jercălău - Daniel Scânteie - Mircea Ilie - Marian Jilăveanu - Lucian Goian - Liviu Hulubă - Daniel Mania - Gabriel Puşcaşu | - Constantin Munteanu - Florin Munteanu - Adrian Ambrosie - Laurențiu Despa - Robert Spânu - Mihai Floria - Virgil Nichifor - Viorel Dăscălescu - Nicolae Ghenci - Cornel Zaharia - Vasile Pichiu - Petrică Anton | - Ionel Chebac - Ionel Iriza - Alin Artimon - Dănuț Oprea - Giani Gorga - Gigi Gorga - Valeriu Răchită - Constantin Bârsan - Robert Ghioane - Ionuț Moşteanu - Liviu Achim |

## Entrenadores

### Entrenadores destacados
- Toader Şteț
- Petre Grigoraș
- Alexandru Moldovan

## Nombres
| Nombre              | Periodo   |
| ------------------- | --------- |
| Chimia Oneşti       | 1954–1971 |
| Trotuşul Oneşti     | 1971–1974 |
| CAROM Oneşti        | 1974–1975 |
| CSM Borzeşti        | 1975–1991 |
| MECONERG Oneşti     | 1991–1993 |
| Electromecon Oneşti | 1993–1994 |
| Electro Oneşti      | 1994–1995 |
| FC Oneşti           | 1995–2004 |
| FCM Oneşti          | 2009–2012 |
| Dinamo Oneşti       | 2012–2015 |